# Championnat de république démocratique du Congo de football 2024-2025
Navigation
Ligue 1 2023-2024 Ligue 1 2025-2026
La saison 2024-2025 de Ligue 1 est la 65e édition du championnat de république démocratique du Congo de football et la 8e sous l'appellation « Ligue 1 » . La saison débute le 4 octobre 2024.

## Clubs participants pour la saison 2024-2025
| N° | Province       | Nombre d'équipes | Équipes                                                                                                 |
| -- | -------------- | ---------------- | --- |
| 1  | Kinshasa       | 8                | AS V. Club, DCMP Imana, OC Renaissance, FC LAC, AC Kuya Sport et AC Rangers, AF Anges Verts, New Jak FC |
| 1  | Haut-Katanga   | 6                | TP Mazembe, FC Saint Éloi Lupopo, CS Don Bosco, JSG Bazano, US Panda B52 et Lubumbashi Sport            |
| 3  | Lualaba        | 2                | AS Simba Kamikaze et Blessing FC                                                                        |
| 3  | Sud-Kivu       | 2                | FC Étoile du Kivu et OC Bukavu dawa                                                                     |
| 3  | Kasaï-Central  | 2                | US Tshinkunku et AS Malole                                                                              |
| 6  | Nord-Kivu      | 1                | AS Dauphins Noirs                                                                                       |
| 6  | Kasaï-Oriental | 1                | SM Sanga Balende                                                                                        |
| 6  | Maniema        | 1                | AS Maniema Union                                                                                        |
| 6  | Équateur       | 1                | Céleste FC                                                                                              |
| 6  | Tanganyika     | 1                | FC Tanganyika                                                                                           |

### Localisation des clubs participants
| \| Kinshasa: · AS V. Club · DCMP Imana · OC Renaissance · FC LAC · AC Rangers · AC Kuya Sport · AF Anges Verts · New Jak FC Lubumbashi: · TP Mazembe · FC Saint Éloi Lupopo · CS Don Bosco · JSG Bazano · Lubumbashi Sport Kolwezi: · Blessing FC · AS Simba Kinshasa Lubumbashi Kolwezi OC Bukavu Dawa FC Étoile du Kivu' AS Maniema Union SM Sanga Balende AS Dauphins Noirs US Panda B52 US Tshinkunku AS Malole Céleste FC FC Tanganyika \| Localisation des clubs engagés dans le championnat. |
| Kinshasa: · AS V. Club · DCMP Imana · OC Renaissance · FC LAC · AC Rangers · AC Kuya Sport · AF Anges Verts · New Jak FC Lubumbashi: · TP Mazembe · FC Saint Éloi Lupopo · CS Don Bosco · JSG Bazano · Lubumbashi Sport Kolwezi: · Blessing FC · AS Simba Kinshasa Lubumbashi Kolwezi OC Bukavu Dawa FC Étoile du Kivu' AS Maniema Union SM Sanga Balende AS Dauphins Noirs US Panda B52 US Tshinkunku AS Malole Céleste FC FC Tanganyika                                                           |

### Les vingt-cinq clubs participants
Légende des couleurs
- Ligue des champions de la CAF 2024-2025
- Coupe de la confédération 2024-2025
- Promu de D2

| Club                   | Présent depuis | Classement 2023-2024 | Entraîneur                                            | Ville      | Stade                        | Capacité théorique |
| ---------------------- | -------------- | -------------------- | ----------------------------------------------------- | ---------- | ---------------------------- | ------------------ |
| TP Mazembe             | 2012           | 1                    | Lamine N'Diaye                                        | Lubumbashi | Stade TP Mazembe             | 18 500             |
| AS Maniema             | 2017           | 2                    | Papy Kimoto                                           | Kindu      | Stade Joseph-Kabila          | 22 000             |
| FC Saint Éloi Lupopo   | 2012           | 3                    | Mohamed Magassouba Luc Eymael                         | Lubumbashi | Stade de la Victoire         | 18 000             |
| FC Les Aigles du Congo | 2020           | 4                    | Luc Eymael Papy Mpoyi                                 | Kinshasa   | Stade Tata Raphaël           | 50 000             |
| AS V. Club             | 2012           | 5                    | Abdeslam Ouaddou Youssoupha Dabo                      | Kinshasa   | Stade Tata Raphaël           | 50 000             |
| AS Dauphins Noirs      | 2013           | 6                    | Guy Lusadisu Djimmy Bula                              | Goma       | Stade de l'Unité             | 15 000             |
| CS Don Bosco           | 2013           | 7                    | / Jean-Claude Loboko Pamphile Mihayo                  | Lubumbashi | Stade TP Mazembe             | 18 500             |
| Lubumbashi Sport       | 2013           | 8                    | / Alain André Landeut Ilunga Mukadi                   | Lubumbashi | Stade Frédéric-Kibasa-Maliba | 35 000             |
| SM Sanga Balende       | 2012           | 9                    | John Birindwa Cirongozi Ndonda Mutombo                | Mbuji-Mayi | Stade Kashala Bonzola        | 25 000             |
| OC Renaissance         | 2016           | 10                   | Hitachi Muchemvula                                    | Kinshasa   | Stade Tata Raphaël           | 50 000             |
| JSG Bazano             | 2014           | 11                   | Raoul Mutufile                                        | Lubumbashi | Stade de la Kenya            | 35 000             |
| AC Rangers             | 2017           | 12                   | Biko Bosekia                                          | Kinshasa   | Stade Tata Raphaël           | 50 000             |
| AS Simba Kamikaze      | 2019           | 13                   | Daula Lupembe                                         | Kolwezi    | Stade Dominique Diur         | 5 000              |
| Blessing FC            | 2020           | 14                   | Crizo Mukendi Vancant                                 | Kolwezi    | Stade Dominique Diur         | 5 000              |
| DCMP                   | 2012           | 15                   | Mo Suliman Fathi Guillaume Ilunga Barthélémy Ngatsono | Kinshasa   | Stade Tata Raphaël           | 50 000             |
| US Panda B52           | 2021           | 16                   | Adélard Mayanga                                       | Likasi     | Stade Kikula                 | 5 000              |
| FC Étoile du Kivu      | 2021           | 17                   | Tifo Miezi                                            | Bukavu     | Stade la Concorde            | 10 000             |
| AC Kuya Sport          | 2021           | 18                   | Lino Nzaki Nzanza                                     | Kinshasa   | Stade Tata Raphaël           | 50 000             |
| US Tshinkunku          | 2021           | 19                   | Luc Mbungu                                            | Kananga    | Stade des Jeûnes             | 10 000             |
| Céleste FC             | 2022           | 20                   | Djené Ntumba                                          | Mbandaka   | Stade Tata Raphaël           | 50 000             |
| New Jak FC             | 2024           | 21                   | Dido Nzita                                            | Kinshasa   | Stade Tata Raphaël           | 50 000             |
| AF Anges Verts         | 2024           | 22                   | Robert Mwamba                                         | Kinshasa   | Stade Tata Raphaël           | 50 000             |
| FC Tanganyika          | 2024           | 23                   | / Saber Ben Jabria                                    | Kalémie    | Stade JKK                    | 14 580             |
| AS Malole              | 2024           | 24                   | Denis Makenga Ambou Ambele Nkunga                     | Kananga    | Stade des Jeûnes             | 10 000             |
| OC Bukavu Dawa         | 2024           | 25                   | Obel Binja                                            | Bukavu     | Stade la Concorde            | 10 000             |

## Classement

### Première phase
| Rang | Équipe               | Pts | J  | G  | N | P  | Bp | Bc | Diff |
| ---- | -------------------- | --- | -- | -- | - | -- | -- | -- | ---- |
| 1    | TP Mazembe T         | 53  | 21 | 17 | 2 | 2  | 45 | 6  | +39  |
| 2    | FC Saint-Éloi Lupopo | 53  | 22 | 17 | 2 | 3  | 33 | 8  | +25  |
| 3    | FC Tanganyika        | 36  | 22 | 12 | 0 | 10 | 34 | 25 | +9   |
| 4    | AS Simba             | 36  | 22 | 10 | 6 | 6  | 25 | 18 | +7   |
| 5    | SM Sanga Balende     | 34  | 21 | 10 | 4 | 7  | 21 | 19 | +2   |
| 6    | CS Don Bosco         | 30  | 22 | 8  | 6 | 8  | 24 | 20 | +4   |
| 7    | Blessing FC          | 28  | 22 | 7  | 7 | 8  | 22 | 27 | -5   |
| 8    | JS Groupe Bazano     | 24  | 22 | 7  | 3 | 12 | 21 | 33 | -12  |
| 9    | AS Malole            | 23  | 22 | 5  | 8 | 9  | 14 | 26 | -12  |
| 10   | US Tshinkunku        | 22  | 22 | 5  | 7 | 10 | 7  | 19 | -12  |
| 11   | FC Lubumbashi Sport  | 22  | 22 | 5  | 7 | 10 | 17 | 30 | -13  |
| 12   | US Panda B52         | 5   | 22 | 1  | 2 | 19 | 8  | 40 | -32  |

| Rang | Équipe                 | Pts | J  | G  | N | P  | Bp | Bc | Diff |
| ---- | ---------------------- | --- | -- | -- | - | -- | -- | -- | ---- |
| 1    | AS Maniema Union       | 43  | 19 | 13 | 4 | 2  | 32 | 10 | +22  |
| 2    | FC Les Aigles du Congo | 41  | 21 | 12 | 5 | 4  | 24 | 12 | +12  |
| 3    | AC Rangers             | 34  | 21 | 9  | 7 | 5  | 25 | 16 | +9   |
| 4    | AS Vita Club           | 29  | 21 | 7  | 8 | 6  | 25 | 18 | +7   |
| 5    | AF Anges Verts         | 29  | 21 | 7  | 8 | 6  | 21 | 21 | 0    |
| 6    | DC Motema Pembe        | 27  | 21 | 7  | 6 | 8  | 25 | 30 | -5   |
| 7    | Céleste FC             | 26  | 21 | 7  | 5 | 9  | 19 | 25 | -6   |
| 8    | OC Renaissance         | 21  | 21 | 4  | 9 | 8  | 18 | 27 | -9   |
| 9    | AS Dauphins Noirs      | 19  | 12 | 6  | 1 | 5  | 14 | 13 | +1   |
| 10   | AC Kuya Sport          | 19  | 21 | 5  | 4 | 12 | 18 | 32 | -14  |
| 11   | New Jak FC             | 15  | 21 | 3  | 6 | 12 | 16 | 29 | -13  |
| 12   | OC Bukavu Dawa         | 13  | 11 | 3  | 4 | 4  | 14 | 13 | +1   |
| 13   | FC Étoile de Kivu      | 13  | 11 | 4  | 1 | 6  | 8  | 13 | -5   |

Abréviations

- 1er, 2e, 3e, 4e, 5e et 6e Barrages de qualification

Barrages de relegation en Ligue 2 2025-2026
- 7e, 8e, 9e, 10e 11e, 12e et 13e : Barrage de relégation

Abréviations
- T : Tenant du titre
- C : Vainqueur de la Coupe du Congo 2024
- P : Promus de Ligue 2 2023-2024

- En raison des troubles dans l'Est du pays les trois clubs de la région, AS Dauphins Noirs, OC Bukavu Dawa et FC Étoile de Kivu ne participent pas aux matchs retour de la première phase[2].

### Groupe pour le titre
| Rang | Équipe                 | Pts | J  | G  | N | P  | Bp | Bc | Diff |
| ---- | ---------------------- | --- | -- | -- | - | -- | -- | -- | ---- |
| 1    | FC Les Aigles du Congo | 35  | 16 | 11 | 2 | 3  | 31 | 14 | +17  |
| 2    | FC Saint-Éloi Lupopo   | 33  | 16 | 10 | 3 | 3  | 22 | 7  | +15  |
| 3    | AS Maniema Union       | 32  | 16 | 10 | 2 | 4  | 24 | 7  | +17  |
| 4    | DC Motema Pembe        | 31  | 16 | 10 | 1 | 5  | 23 | 15 | +8   |
| 5    | TP Mazembe T           | 30  | 16 | 9  | 3 | 4  | 23 | 14 | +9   |
| 6    | CS Don Bosco           | 27  | 16 | 8  | 3 | 5  | 22 | 14 | +8   |
| 7    | FC Tanganyika          | 19  | 16 | 6  | 1 | 9  | 20 | 26 | -6   |
| 8    | AS Vita Club           | 18  | 16 | 4  | 6 | 6  | 10 | 13 | -3   |
| 9    | AS Simba               | 17  | 16 | 4  | 5 | 7  | 11 | 17 | -6   |
| 10   | AC Rangers             | 15  | 16 | 3  | 6 | 7  | 6  | 23 | -17  |
| 11   | SM Sanga Balende       | 6   | 16 | 0  | 6 | 10 | 6  | 23 | -17  |
| 12   | AF Anges Verts         | 4   | 16 | 0  | 4 | 12 | 15 | 52 | -37  |

- FC Les Aigles du Congo remporte son premier titre de champion de RDC[3].

- Pour le TP Mazembe c'est la première fois en 22 ans que le club ne participe à aucune compétition continentale[4].